# الحصان الأشهب
الحصان الأشهب (بالإنجليزية: The Pale Horse)‏, هي رواية تحقيق للكاتبة البريطانية أجاثا كريستي نشرت لأول مرة في المملكة المتحدة في 6 نوفمبر 1961 من طرف «نادي كولنز للجرائم» وفي الولايات المتحدة لاحقا في نفس العام من طرف «شركة دود وميد». التي ظهرت في الرواية شخصية الكاتبة أريادني أوليفر.

## ملخص الرواية
ترتكز القصة حول سلسلة غامضة من الميتات التي تبدو أسبابها ظاهرياً طبيعية، وترتبط بشكل أو بآخر بنزل في قرية يُسمى نزل الحصان الأشهب تسكن فيه ثلاث سيدات غامضات يدعين كونهن ساحرات باستطاعتهن التسبب في موت ضحاياهن بواسطة السحر.
تموت امرأة، وعلى فراش احتضارها تُطالب بجلب كاهن لتعترف له بخطاياها، وتخبره بأسماء ضحايا كثيرين، وأمور كثيرة عن شر كبير كانت مشتركة فيه بغير أن تدري، وفي طريق عودته إلى البيت يتوقف الكاهن في مقهى قريب ليدون الأسماء التي أعطته إياها المرأة المحتضرة، ويدس الورقة في حذائه، ثم يخرج من المقهى ويسير في شارع مقفر إلى بيته في ليلة ضبابية، فيقتل في الطريق.
يتورط كاتب متخصص في فنون العمارة يُدعى مارك إيستربروك في تتبع شبكة مجرمين مأجورين ترتبط بنزل الحصان الأشهب، بعد أن بدأ التحقيق في مقتل الكاهن بعد العثور على الورقة التي دُونت عليها أسماء الضحايا الذين توفي جميعهم بأمراض طبيعية. وبعد غوص عميق في مسائل السحر والتنويم المغناطيسي، وبالتعاون مع أريادني أوليفر، وشابة تُدعى جنجر، يُمكن للشرطة كشف لغز الحصان الأشهب، واعتقال المجرمين.
عصابة الحصان الأشهب منظمة إجرامية تقوم بقتل الناس مقابل مبالغ مالية تحصل عليها من الذين يستخدمون خدماتها للتخلص منهم، وتستخدم نزل الحصان الأشهب وساحراته للتأثير على المتعاملين والضحايا فيبعد انتباههم عن الطريقة الحقيقية المستخدمة للتخلص من الضحايا، وهي تسميمهم بواسطة سم الثاليوم الذي تُشابه أعراض التسمم به أعراض أمراض أخرى، ويدسه زعيم العصابة في المنتج الذي يعرف بأن الضحية تفضل استخدامه؛ بعد أن تقوم مؤسسة أبحاث مستهلكين تابعة للعصابة بسؤال الضحية حول المنتجات التي تستخدمها بشكل دائم، فيدخل منزل الضحية كعامل من شركة الغاز، ويقوم باستبدال المنتج بمنتج آخر مسمم.
تظهر في هذه الرواية شخصيات كانت قد ظهرت من قبل في روايات أجاثا كريستي. أريادني أوليفر، الروائية الشهيرة تلعب دوراً هاماً في كشف أبعاد هذه القضية بدون رفيقها المعتاد هيركيول بوارو. الرائد ديسبرد وزوجته ميريديث الذين تقابلا في قصة «الورق على الطاولة» يشاركان أيضاً في أحداث هذه الرواية بدون أن يكون الرائد مشتبهاً به هذه المرة. السيدة دين كالثروب زوجة القس من رواية الإصبع المتحرك تظهر أيضاً في دور مشابه للذي لعبته في تلك الرواية، مسيحية عقلانية ومخلصة تريد إيقاف الشر.

## الاقتباس
- اقتبس فيلم تلفزيوني عام 1996 من إنتاج قناة ITV البريطانية وقد تم حذف شخصية أريادني أوليفر في الفيلم.
- اقتبست إحدى حلقات مسلسل "اغاثا كريستي ماربل" من الرواية عام 2010 من إنتاج قناة ITV وبطولة جوليا ماكنزي بدور الآنسة ماربل، حيث تمت إضافة شخصية الآنسة ماربل التي لم تكن موجودة في الرواية وحذف شخصية أريادني أوليفر.[3]

## العناوين العالمية
حافظت اغلب الترجمات العالمية على نفس العنوان الأصلي أو ما يقاربه.
ترجمة للعربية بعناوين عديدة:
- الحصان الأشهب - دار الأجيال للنشر.[4]
- حانة الموت - روايات الهلال.[5]
- الحصان الشاحب - دار ميوزيك للطبع والنشر.[6]
- الساحرات الثلاثة - مكتبة معروف.[7]

## وصلات خارجية
- معلومات حول الرواية في الموقع الرسمي لاغاثا كريستي (باللغة الإنجليزية).
- معلومات حول الفيلم المقتبس من الرواية عام 1997 (باللغة الإنجليزية).
- معلومات حول الرواية في الموقع الرسمي لدار الأجيال (باللغة العربية).